# Michael Hoenig
Michał Hoenig, ps. „Höni” (ur. 4 stycznia 1952 w Hamburgu) – niemiecki klawiszowiec, kompozytor i producent muzyczny. Jeden z pionierów syntezatora. Mieszka w Los Angeles w Kalifornii.

## Życiorys
Wychował się i uczył w Berlinie, gdzie studiował socjologię, dramat i dziennikarstwo na Wolnym Uniwersytecie Berlińskim. Po pierwszych eksperymentach z kolażem audio, licznymi magnetofonami, mikrofonami kontaktowymi i asortymentem elektronicznych modulatorów. Pod koniec lat 60. stał się jednym z pierwszych muzyków w Europie, którzy używali syntezatora w studiu nagraniowym, jak i na scenie. Występował z wieloma współczesnymi kompozytorami muzyki klasycznej, zaś w lutym 1971 roku został członkiem zespołu Agitation Free (równolegle grywał z Eruption na początku lat 70.). Po niemalże trzech latach spędzonych w tej grupie, odszedł i z końcem 1974 roku zainicjował z Klausem Schulze efemeryczny projekt muzyczny pod nazwą Timewind. 
W 1975 roku na krótko dołączył do Tangerine Dream z którym wystąpił podczas tournée po Australii, a także podczas koncertu w Royal Albert Hall w Londynie. W 1976 roku ukazał się album Early Water, nagrany we współpracy z Manuelem Göttschingiem z Ash Ra Tempel. W 1977 roku podpisał kontrakt płytowy z wytwórnią Warner Bros., wydawcą jego pierwszego albumu solowego pt. Departure from the Northern Wasteland, który przyniósł mu światowe uznanie krytyków. Koncertował w całej Europie, na Bliskim Wschodzie, w Australii, Korei i Japonii. 
Na początku i w połowie lat 70. współorganizował Berlin Metamusic Festivals (pol. Berlińskie Festiwale Metamuzyczne. Były to trzytygodniowe wydarzenia, które kontrastowały współczesną klasyczną muzykę awangardową z rdzenną muzyką tradycyjną z całego świata. Festiwale te były zapowiedzią mody na world music, która rozwinęła się ostatecznie na początku lat 90.. W 1980 roku przeprowadził się do Los Angeles, aby pracować z Philipem Glassem jako dyrektor muzyczny, autor i współkompozytor ścieżki dźwiękowej do Koyaanisqatsi, filmu bez słów, opartego na przepowiedniach Indian Hopi (życie niezrównoważone) i który obsypano nagrodami. 
Od tego momentu dzielił swój czas pomiędzy komponowanie muzyki do filmów i programów telewizyjnych (9 1/2 tygodnia, The Blob, seria Max Headroom), nagraniami solowymi oraz produkcją nagrań współczesnej muzyki klasycznej dla takich artystów, jak: Harold Budd, John Cage, Morton Feldman, Joan La Barbara, Daniel Lentz i Morton Subotnick. Od 1985 roku przez wiele lat produkował praktycznie cały materiał muzyczny (filmy: Przedstawienie, Lot nad kukułczym gniazdem, Syreny, Błękit nieba), nagrodzonego Oscarem kompozytora Jacka Nitzsche (był także klawiszowcem i w przeszłości zagrał gościnnie z The Rolling Stones przed Donem Prestonem).
Pracował nad wieloma różnymi projektami, współpracując z muzykami z różnych muzycznych światów, w tym z Milesem Davisem, Terrym Rileyem, Johnem Lee Hookerem, Wayne'em Shorterem, Johnem Hasselem, Donem Prestonem, Mickiem Taylorem, J. Peterem Robinsonem, Patrickiem Gleesonem, Paulem Buckmasterem, Shawnem Phillipsem czy Buffy Saint Marie. Ponadto napisał muzykę do serialu nadawanego przez telewizję NBC pt. Mroczne niebo, za którą otrzymał nominację do nagrody Emmy; muzykę do filmu Anne Rice Rag and Bone oraz seriali telewizyjnych Dziwny świat i The District, a także muzykę do filmów Pierwsza była Alice z Kieferem Sutherlandem i Nosiciel z Williamem Hurtem i Peterem Wellerem. 
Prowadzi własne studio nagraniowe w Los Angeles i nadal pisze muzykę do filmów. Od lutego 2007 do lata 2024 grał w reaktywowanym Agitation Free po czym zaprzestał koncertowania.